# Hemileuca chinatiensis
Hemileuca chinatiensis is een vlinder uit de onderfamilie Hemileucinae van de familie nachtpauwogen (Saturniidae).
De wetenschappelijke naam van de soort is, als Pseudohazis chinatiensis, voor het eerst geldig gepubliceerd door Tinkham in 1943.

## Synoniemen
- Hemileuca conwayae Peigler, 1985[3]